# Tawara (Côte d'Ivoire)
Pour les articles homonymes, voir Tawara.
Tawara  est une localité du Nord de la Côte d'Ivoire et appartenant au département de Ferkessedougou, Région des Savanes. La localité de Tawara est un chef-lieu de commune.